# Задача о покрытии множества
Задача о покрытии множества является классическим вопросом информатики и теории сложности. Данная задача обобщает NP-полную задачу о вершинном покрытии (и потому является NP-сложной). Несмотря на то, что задача о вершинном покрытии сходна с данной, подход, использованный в приближённом алгоритме, здесь не работает. Вместо этого мы рассмотрим жадный алгоритм. Даваемое им решение будет хуже оптимального в логарифмическое число раз. С ростом размера задачи качество решения ухудшается, но всё же довольно медленно, поэтому такой подход можно считать полезным.

## Формулировка задачи
Исходными данными задачи о покрытии множества является конечное множество {\displaystyle {\mathcal {U}}} и семейство {\displaystyle {\mathcal {S}}} его подмножеств.
Покрытием называют семейство {\displaystyle {\mathcal {C}}\subseteq {\mathcal {S}}} наименьшей мощности, объединением которых является {\displaystyle {\mathcal {U}}}.
В случае постановки вопроса о разрешении на вход подаётся пара {\displaystyle ({\mathcal {U}},{\mathcal {S}})} и целое число {\displaystyle k}; вопросом является существование покрывающего множества мощности {\displaystyle k} (или менее).

### Пример
В качестве примера задачи о покрытии множества можно привести следующую проблему:
представим себе, что для выполнения какого-то задания необходим некий набор навыков {\displaystyle S}. Также есть группа людей, каждый из которых владеет некоторыми из этих навыков. Необходимо сформировать наименьшую подгруппу, достаточную для выполнения задания, т. е. включающую в себя носителей всех необходимых навыков.

## Методы решения

### Жадный приближенный алгоритм
Жадный алгоритм выбирает множества, руководствуясь следующим правилом: на каждом этапе выбирается множество, покрывающее максимальное число ещё не покрытых элементов.
Greedy-Set-Cover(U,F), где {\displaystyle U} — заданное множество всех элементов, {\displaystyle F} — семейство подмножеств {\displaystyle U}
1. {\displaystyle X\leftarrow U}
2. {\displaystyle C\leftarrow \varnothing }
3. while {\displaystyle X\not =\varnothing } do
  1. выбираем {\displaystyle S\in F} с наибольшим {\displaystyle \mid X\cap S\mid }
  2. {\displaystyle X\leftarrow X\setminus S}
  3. {\displaystyle C\leftarrow C\cup \{S\}}
4. return {\displaystyle C}

Можно показать, что этот алгоритм работает с точностью {\displaystyle O(H(s))}, где {\displaystyle s} — мощность наибольшего множества, а {\displaystyle H(n)} — это сумма первых {\displaystyle n} членов гармонического ряда.
{\displaystyle H(n)=\sum _{k=1}^{n}{\frac {1}{k}}\leq \ln {n}+1}
Другими словами, алгоритм находит покрытие, размер которого не более чем в {\displaystyle H(s)} раз превосходит размер минимального покрытия.
Теорема Фейге гласит, что для задачи о покрытии множества не существует алгоритма с фактором аппроксимации {\displaystyle (1-\epsilon )\cdot H(n)}, т.к. иначе класс сложности NP был бы равен классу сложности TIME({\displaystyle n^{O(\log \log n)}}). Таким образом жадный алгоритм - лучший аппроксимационный алгоритм для задачи о покрытии множества.

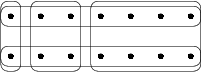
Упрощённый пример работы жадного алгоритма для k = 3

Существует стандартный пример, на котором жадный алгоритм работает с точностью {\displaystyle \log _{2}(n)/2}.
Универсум состоит из {\displaystyle n=2^{(k+1)}-2} элементов. Набор множеств состоит из {\displaystyle k} попарно не пересекающихся множеств {\displaystyle S_{1},\ldots ,S_{k}}, мощности которых {\displaystyle 2,4,8,\ldots ,2^{k}} соответственно. Также имеются два непересекающихся множества {\displaystyle T_{0},T_{1}}, каждое из которых содержит половину элементов из каждого {\displaystyle S_{i}}. На таком наборе жадный алгоритм выбирает множества {\displaystyle S_{k},\ldots ,S_{1}}, тогда как оптимальным решением является выбор множеств {\displaystyle T_{0}} и {\displaystyle T_{1}}
Пример подобных входных данных для {\displaystyle k=3} можно увидеть на рисунке справа.

### Генетический алгоритм
Генетический алгоритм представляет собой эвристический метод случайного поиска, основанный на принципе имитации эволюции биологической популяции.
В общем случае в процессе работы алгоритма происходит последовательная смена популяций, каждая из которых является семейством покрытий, называемых особями популяции. Покрытия начальной популяции строятся случайным образом. Наиболее распространённая и лучше всего зарекомендовавшая себя — стационарная схема генетического алгоритма, в которой очередная популяция отличается от предыдущей лишь одной или двумя новыми особями. При построении новой особи из текущей популяции с учётом весов покрытий выбирается «родительская» пара особей {\displaystyle J^{\prime },J''}, и на их основе в процедуре кроссинговера (случайно или детерминированно) формируется некоторый набор покрывающих множеств {\displaystyle J_{x}}. Далее подвергается мутации, после чего из него строится особь, которая замещает в новой популяции покрытие с наибольшим весом. Обновление популяции выполняется некоторое(заданное) число раз, и результатом работы алгоритма является лучшее из найденных покрытий.

### Точное решение
Часто задача о покрытии множества формулируется, как задача целочисленного программирования:
Требуется найти {\displaystyle f^{*}(c,A)=\min\{(c,x)|Ax\geq e,x\in \{0,1\}^{n}\}}, где {\displaystyle A} — {\displaystyle (m\times n)} матрица, причём {\displaystyle a_{ij}} = 1, если {\displaystyle i\in S_{j}}, и {\displaystyle a_{ij}} = 0 в противном случае; {\displaystyle e} обозначает {\displaystyle m} — вектор из единиц; {\displaystyle c=(c_{1},c_{2},\dots ,c_{n})^{T}}; {\displaystyle x=(x_{1},x_{2},\dots ,x_{n})^{T}} — вектор, где {\displaystyle x_{j}=1}, если {\displaystyle S_{j}} входит в покрытие, иначе {\displaystyle x_{j}=0}.
Точное решение может быть получено за полиномиальное время, в случае, когда матрица {\displaystyle A} вполне унимодулярна. Сюда можно отнести и задачу о вершинном покрытии на двудольном графе и дереве. В частности, когда каждый столбец матрицы {\displaystyle A} содержит ровно две единицы, задачу можно рассматривать как задачу рёберного покрытия графа, которая эффективно сводится к поиску максимального паросочетания. На классах задач, где {\displaystyle n} или {\displaystyle m} ограничены константой, задача за полиномиальное время решается методами полного перебора.

## Схожие задачи
- Задача о вершинном покрытии
- Задача о назначении минимума исполнителей